# Zsellér

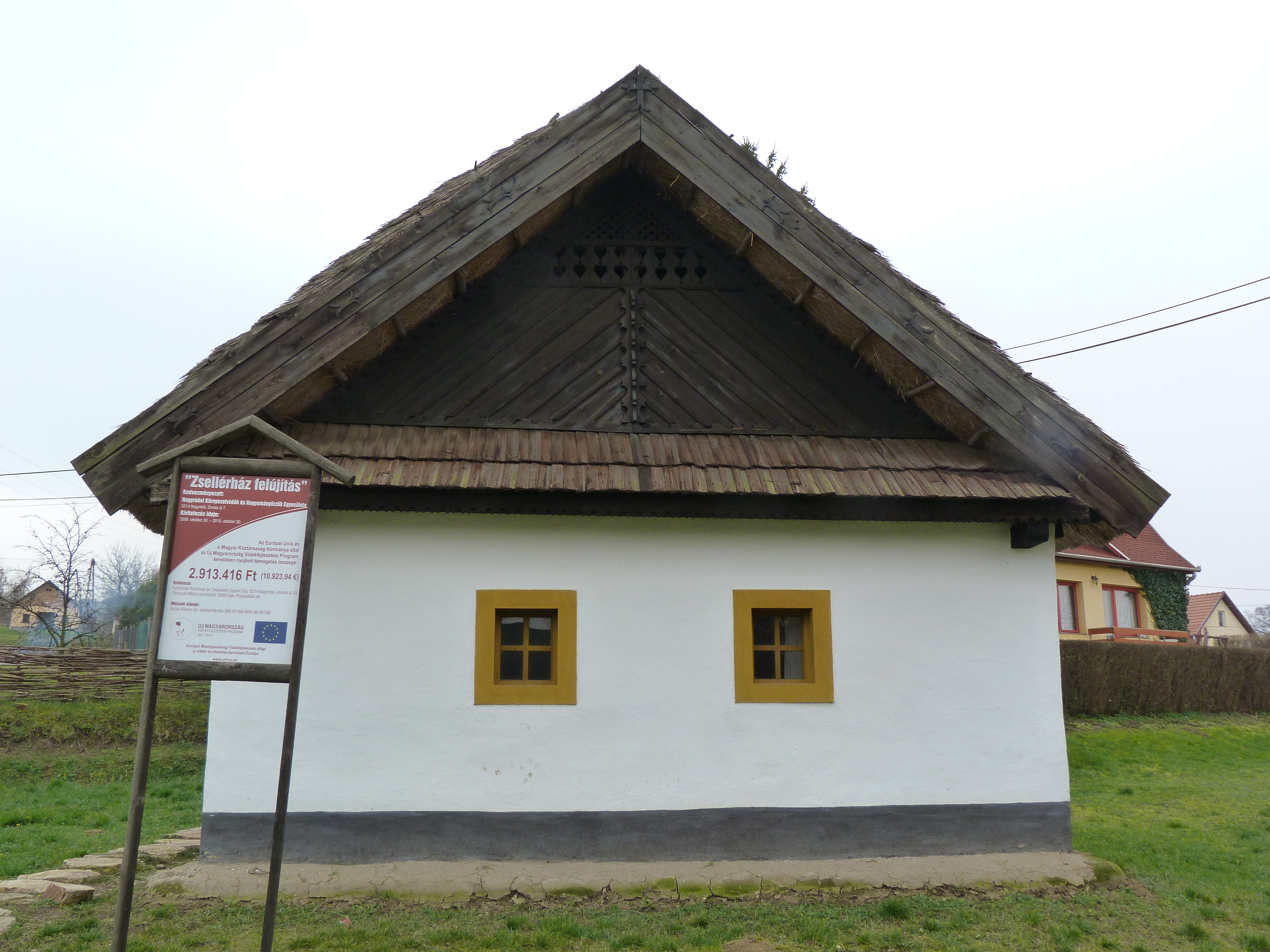
Felújított zsellérház Nagyrédén

A zsellér (lat: házas zsellér: inquilinus, házatlan zsellér: subinquilinus) a késő középkori és újkori parasztság alsó rétegéhez tartozó személy, aki nem rendelkezett saját kezelésben lévő földdel, ezért pénzbeli és terménybeli fizetésért végzett munkát a gazdaságokban. A zsellérek egy másik rétegét a helyileg megszabott telekméret nyolcadánál vagy tizenhatodánál kisebb földterületen dolgozók (ún. zsellértelkesek) adták. Mindazonáltal országterületenként eltérő volt a szemlélet, mekkora teleknagyság után tekinthető valaki jobbágynak, ill. zsellérnek. Az 1767-1774 közötti úrbérrendezés után a hivatalos szóhasználatban, további megkülönböztetésként számon tartottak házas és házatlan zselléreket, utóbbiaknak nem volt saját lakóhelye.

## A zsellérség története
A 16. századig a zsellérek mentesültek az adófizetés alól, ezt követően többnyire csak gyalogrobottal tartoztak földesuruknak. A jobbágyokénál enyhébb szolgálat együtt járt a földesúrnak való nagyobb kiszolgáltatottsággal is. Bizonyos zsellérek, akik nagyobb méretű telken kívüli állománnyal rendelkeztek vagy kereskedéssel foglalkoztak, akár még a jobbágyokénál is nagyobb anyagi jóléttel rendelkezhettek. A törvények ugyanakkor lehetőséget adtak a zselléreknek jobbágytelek kiváltására is.
A jobbágyfelszabadítást deklaráló 1848-as és 1853-as törvények a zselléreket a szabad erdő- és legelőhasználat, valamint a szabad földbirtoklás ügyében érintették. Becslések és a korabeli statisztikák szerint 1848-1849-ben a telkes jobbágyok és a zsellérek aránya körülbelül 40 és 60% között oszlott meg. Fényes Elek kimutatásai szerint ekkor 913 962 zsellér családfő élt Magyarországon; Varga János ennél valamivel kisebb számot, 728 962 házas és 98 024 házatlan zsellér háztartást feltételezett.
A neo-abszolutizmus és a dualizmus korában a zselléri réteg jobbára elesett a földhöz jutás lehetőségétől. Tömegeik birtokokon dolgozó, általában egy évre szerződtetett cselédként, illetve napszámosként próbálták biztosítani a megélhetésüket. A summásszerződéseket az 1898-as ún. "rabszolgatörvény" alapján állították ki, melyek uradalmanként és summáscsapatonként eltérőek voltak; betartásuk és betartatásuk gyakran nem valósult meg. Az 1945-ig hatályos 1907. évi 45. törvénycikk szabályozta a gazda és a gazdasági cseléd közötti jogviszonyt, többek közt a szolgálati cselédkönyvek kötelező kiállításával.
Az 1920-as, ún. Nagyatádi-féle földreform mintegy félmillió fővel növelte meg a törpebirtokokkal rendelkezők számát, átlagosan 1,7 hold föld kiosztása mellett. 1930-1931-ben a mezőgazdaságban dolgozó cselédek száma így is 560 ezer, a napszámosoké pedig 1 millió 250 ezer főre rúgott, előbbiek a társadalomban jövedelemmel rendelkezők 6,9, utóbbiak pedig 14,4%-át tették ki. A keresők átlagjövedelméhez viszonyítva ugyanekkor a cselédeké 38%-os, míg a napszámosoké 34%-os szintet ütött meg. A kínzó földhiány és a megélhetési bizonytalanság orvoslására 1936-ban huszonöt évre szóló programot indítottak el, 34-35 ezer 8-10 holdas családi birtokok létrehozására. A végrehajtást jórészt csak a második zsidótörvény nyomán elkobzott vagy szerény összegért megváltott földek szétosztásával sikerült megindítani. A további földjuttatások megszervezését a háborús körülmények gátolták.
Az 1945-ben végrehajtott földosztás során 109 875 cseléd és 260 088 mezőgazdasági munkás jutott átlagosan 8,4, illetve 4,9 holdas földbirtokhoz. Szétosztható, illetve elkobozható föld hiányában ezután még mintegy 300 ezer főnek nem volt önálló birtoka. A mezőgazdaság kollektivizálása, valamint az erőltetett iparosítás a kommunista hatalomátvétel után felszívta ezeket a tömegeket.